# Bulgariens Davis Cup-lag
Bulgariens Davis Cup-lag representerar Bulgarien i tennisturneringen Davis Cup, tidigare International Lawn Tennis Challenge. Bulgarien debuterade i sammanhanget 1964. Laget slutade trea i Europa-Afrikazonens grupp III 1986 och 1987.